# Scavas
Scavas war eine Automarke aus Griechenland.

## Unternehmensgeschichte
Der Ingenieur Vassileios Scavas war bei Biamax tätig. 1969 begann er mit der Entwicklung eines Automobils, das 1973 fertig war. 1992 entstand das nächste Fahrzeug. Der dritte Versuch erfolgte 1996.

## Fahrzeuge

### Scavas 1
Dies war ein Coupé mit Flügeltüren. Für den Antrieb sorgte ein Vierzylindermotor von NSU mit 1200 cm³ Hubraum. Das Fahrzeug erhielt eine Straßenzulassung.

### Scavas 2
Dies war ebenfalls ein Coupé mit Flügeltüren. Eine geplante Serienfertigung scheiterte. Auch dieses Fahrzeug erhielt eine Straßenzulassung und wurde von Vassileios Scavas genutzt.

### Scavas 3
Dies blieb eine Designstudie.